# Зуево (Даниловский район)
Зу́ево — деревня в Даниловском районе Ярославской области, входит в состав Даниловского сельского поселения. Находится у реки Лунка в 21 км от Данилова в 3 км от автомобильной дороги Череповец — Данилов. Главная и единственная улица деревни — Луговая.

## Население
| 2007 | 2010 |
| ---- | ---- |
| 11   | ↗12  |